# 機械換気 (医学)
機械換気（きかいかんき、英: mechanical ventilation）、または補助換気（ほじょかんき、英: assisted ventilation）は、人工呼吸器と呼ばれる機械を用いて、本来の自然呼吸に代わって全面的または補助的に人工呼吸を行うことを意味する医学用語である。医学文献上、人工呼吸とほぼ同義だが、バッグバルブマスクなどを用いた用手換気は人工呼吸には含まれても、機械換気ではない。人工呼吸器は、肺への空気の出入りを助け、酸素の供給と二酸化炭素の除去を助けることを主な目的としている。機械的または神経学的な原因による気道の障害に対する保護、十分な酸素供給の確保、肺から過剰な二酸化炭素を除去するためなど、さまざまな理由で人工呼吸器を用いる。人工呼吸器の使用には様々な医療従事者が関わり、人工呼吸器を必要とする人は通常、集中治療室で監視される。
機械換気は、気管内に気道を確保するための器具を使用する場合、侵襲的 (英: invasive) と呼ばれる。これは、気管チューブや経鼻気管チューブを用いて行われる。全身麻酔下の手術中には、麻酔器が用いられるが、麻酔器は通常、麻酔科医による用手換気と人工呼吸器による機械換気の切り替えが可能となっており、手術・麻酔の状況に応じて使い分けられている。
非侵襲的換気中で意識のある人には、麻酔マスクや鼻マスクを使用する。

人工呼吸には、主に陽圧換気と陰圧換気の2種類がある。すなわち、陽圧換気とは、空気を気道から肺に送り込むものであり、陰圧換気とは、空気を肺に引き込むものである。現代の人工呼吸器は陽圧換気式が主流である。機械換気のモードには多くの種類があり、その名称は技術の進歩に伴い、数十年にわたり変遷してきた。

## 歴史

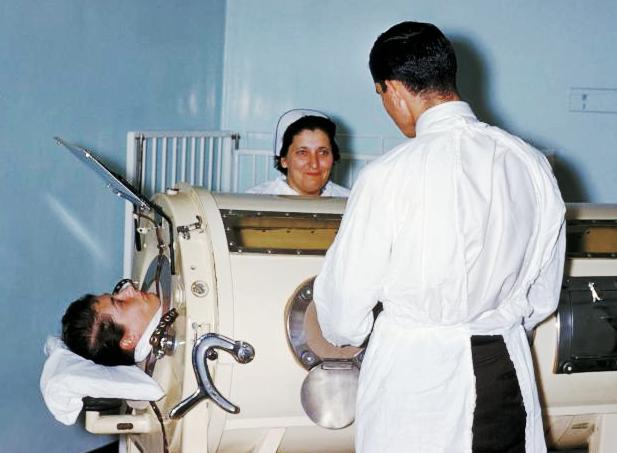
ポリオ流行時に鉄製タンク型人工呼吸器を装着した患者を診察する病院スタッフ。胸腔外を陰圧にすることで肺に空気を送り込み、肺内圧を均一化する装置である。

ギリシャの医師ガレノスが、機械換気について初めて記述したと思われる。「死んだ動物の喉頭から葦を通して空気を吹き込めば、その気管支を満たし、肺が最も大きく膨らむのを見ることができる」。1600年代にはイギリスの博物学者ロバート・フックがこの概念を実証するために犬を使った実験を行っている。ヴェサリウスも、葦や竹を動物の気管に挿入して換気することを述べている。これらの実験は、酸素の発見や呼吸における酸素の役割の発見よりも前に行われた。1908年、ジョージ・ポーは犬を窒息死させ、一見生き返ったように見える機械式人工呼吸器の実演を行った。これらの実験はすべて、陽圧換気を実証するものである。
陰圧換気を実現するためには、肺に空気を吸い込むための大気圧以下の圧力が必要である。これは19世紀末にJohn DalzielとAlfred Jonesが独自に開発したタンク式人工呼吸器で、大気圧以下の圧力で体を包んだ箱の中に患者を入れることで換気を行うものであった。この機械は俗に「鉄の肺」と呼ばれるようになり、何度も繰り返し開発された。鉄の肺が普及したのは、1900年代のポリオ大流行の時である。
初期の人工呼吸器は、補助呼吸が組み込まれていない固定制御式で、吸気と呼気の比率は1：1に制限されていた。1970年代には、間欠的強制換気 (Inrermittent Mandatory Ventilation: IMV) と同期式間欠的強制換気 (Synchronous Inrermittent Mandatory Ventilation: SIMV) が導入された。これらの換気方式は、患者が呼吸の合間に行う調節呼吸を行うものであった。 

## 適応

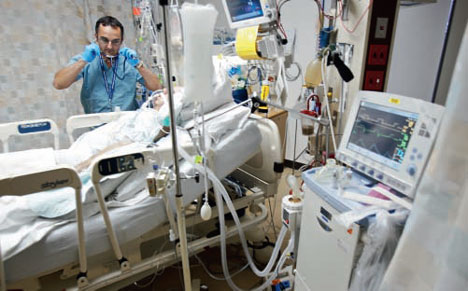
呼吸療法士 (Respiratory therapistRT) 集中治療室で人工呼吸器を装着した患者を診察するRT。人工呼吸器の管理、調整、離脱の最適化に携わる。

機械換気は、患者の自発呼吸が生命維持に不十分な場合に適応となる。呼吸不全の切迫、急性呼吸不全、急性低酸素血症が予測される状況、あるいはこれらに対して予防的に適応となることもある。機械換気は呼吸を補助するものであり、病気を治すものではないので、患者を人工呼吸器から解放するためには、患者の基礎疾患を特定し治療する必要がある。  
人工呼吸器の一般的な医学的適応は以下の通り。
- 外科的処置
- 急性呼吸窮迫症候群（ARDS）[7]、外傷、またはCOVID-19[8]を含む急性肺損傷
- 肺炎
- 肺出血
- 呼吸停止を伴う無呼吸
- 低酸素血症[9]
- 挿管を必要とする急性重症喘息（英語版）
- 腫瘍などによる気道閉塞
- 呼吸性アシドーシスなどの酸・塩基平衡異常
- 筋ジストロフィー、筋萎縮性側索硬化症（ALS）、ギラン・バレー症候群、重症筋無力症などの神経筋疾患
- 新生児呼吸窮迫症候群

機械換気は通常、短期間の措置として行われる。しかし、長期的な呼吸補助が必要な慢性疾患の患者には、自宅や介護施設、リハビリテーション施設で行われることもある。

## リスクと合併症
人工呼吸器による機械換気中の咳嗽反射はバッキングと呼ばれ、鎮静が浅かったり、喀痰の発生が原因で起こる。患者自身の自発呼吸と、人工呼吸器による換気が同調していない場合はファイティングと呼ばれる。これは人工呼吸器の不適切な設定や、患者の気道に何らかの病変が起こっていることを示唆する。
機械換気はしばしば救命的介入となるが、潜在的な合併症を伴う。人工呼吸器の設定に直接起因する陽圧換気の一般的な合併症には、容積損傷と圧損傷がある。その他に、気胸、皮下気腫、気縦隔、気腹がある。もう一つのよく知られた合併症は、急性呼吸窮迫症候群の症状を呈する人工呼吸器関連肺損傷である。その他の合併症としては、横隔膜の萎縮、心拍出量低下、酸素中毒などがある。機械換気されている患者に現れる主な合併症の1つは、急性肺障害（ALI）/急性呼吸窮迫症候群（ARDS）である。ALI/ARDSは患者の罹患率および死亡率に大きく影響するものと認識されている。
多くの医療制度下で、集中治療の一環としての人工呼吸の延長は、リソースが限られている。このため、人工呼吸器の開始と取り外しの決定には倫理的な議論を伴うことがあり、蘇生措置拒否 (DNR) などの法的拘束力が生じることも多い。
機械換気は多くの痛みを伴う手技を伴うことが多く、人工呼吸自体も不快に感じることがある。痛みのためにオピオイドを必要とする乳児の場合、オピオイドの潜在的な副作用として、哺乳障害、胃や腸の運動障害、オピオイド依存の可能性、オピオイド耐性などが挙げられる。

### 機械換気からの離脱
機械換気からの離脱のタイミング（ウィーニング (英: weaning) ともいう）は、重要な検討事項である。人工呼吸を必要とする人は、自力で換気と酸素化を維持できるようになったら、人工呼吸の離脱を検討すべきであり、これは継続的に評価されなければならない。離脱を検討する際に見るべき客観的なパラメータはいくつかあるが、すべての患者に一般化できるような特定の基準はない。
RSBI（呼吸回数と1回換気量の比（f/VT）、以前はロヨラ大学病院のカール・ヤン博士とマーティン・トビン教授の名前をとって「ヤン・トビン指数」または「トビン指数」と呼ばれていた）は最も研究が進み最もよく用いられる離脱予測因子で、他の予測因子には優位性がないことが示されている。機械的人工呼吸器を装着した患者を対象とした前向きコホート研究において、RSBI>105呼吸/分/LはRSBI<105呼吸/分/Lと比較して離脱失敗と関連することが明らかにされている。
自発呼吸試験は、患者が安定した状態で人工呼吸器なしで自力で呼吸できる可能性を評価するために行われる。これは、人工呼吸器の設定を自発呼吸を誘発できるモードに変更し、人工呼吸器のサポートは気管チューブの付加的な抵抗を補うためにのみ行われるようにする。
カフリークテストは、気道浮腫を検出し、抜管後の喘鳴の可能性を評価するために行われる。これは、気管チューブのカフを脱気して、気管内チューブの周囲に空気が漏れ始めるかどうかを確認することで行われる。

## 呼吸生理学
肺の機能は、酸素化および人工呼吸器によるガス交換を行うことである。この呼吸現象には、気流、1回換気量、コンプライアンス、抵抗、死腔という生理学的概念が含まれる。その他の関連概念として、肺胞換気、動脈血二酸化炭素濃度、肺胞容積、吸入酸素濃度がある。肺胞換気量は、単位時間あたりに肺胞に到達してガス交換に関与するガスの量である。PaCO2は動脈血の炭酸ガス分圧で、炭酸ガスの体外への排泄能力を決定する。肺胞容積は、1分間に肺胞に出入りする空気の体積である。機械的死腔は、人工呼吸器の設計と機能におけるもうひとつの重要なパラメータで、機械換気を行った結果、再呼吸される気体の体積と定義される。

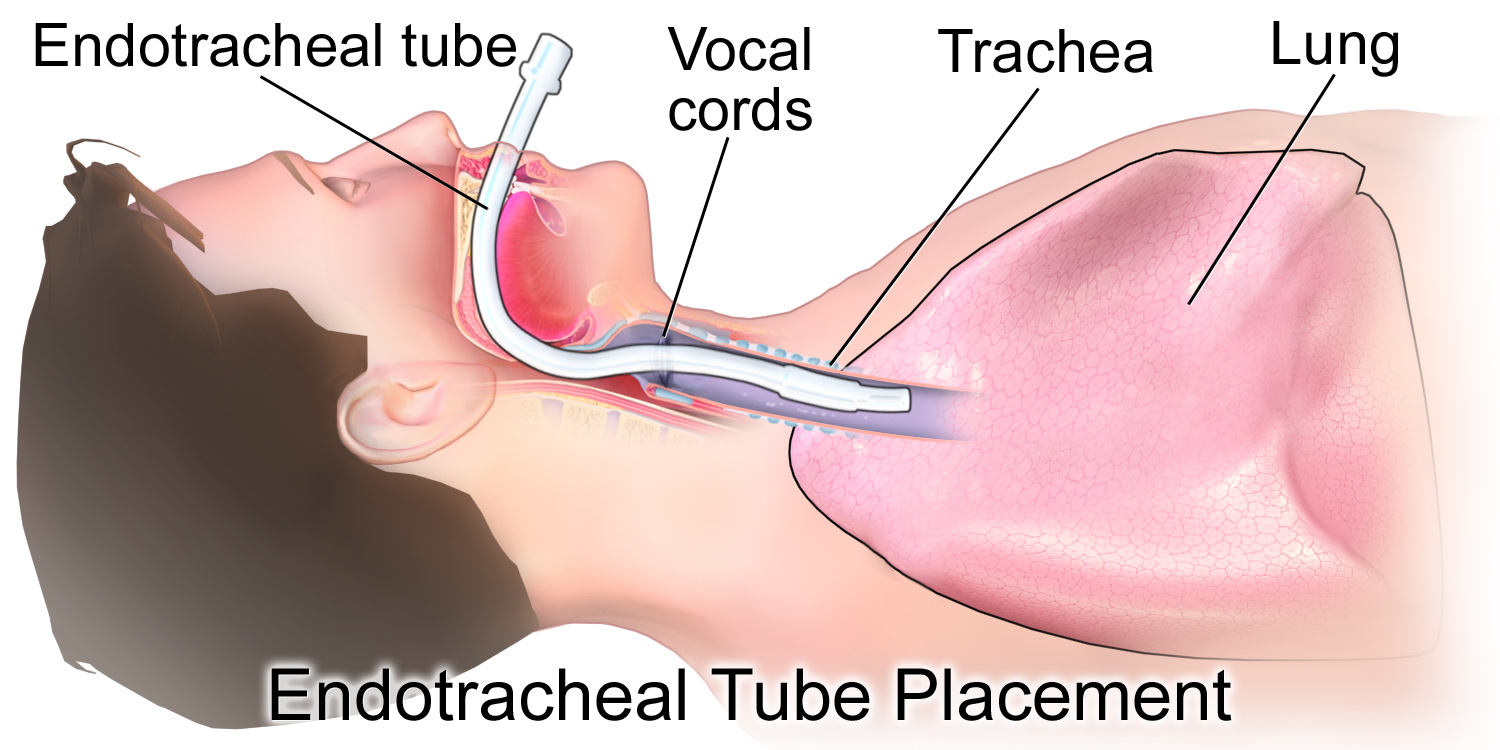
患者の生理的気道を人工呼吸器に接続するために必要な気管チューブの装着イメージ。

ヒトの咽頭、喉頭、食道の解剖学的構造と人工呼吸が必要な状況により、陽圧換気中に気道を確保し、気管への空気の通過を妨げず、食道や胃への空気の流入を避けるために、機械換気には追加の手段が必要である。一般的な方法は、気管にチューブを挿入する方法である。空気の通り道を確保するための挿管には、口や鼻から入れる気管挿管と、頸部の人工的な開口部から入れる気管切開がある。状況によってはラリンジアルマスクが使用されることがある。非侵襲的人工呼吸や陰圧人工呼吸器を用いる場合は、気道確保器具は不要である。
オピオイドなどの鎮痛薬が、機械換気を必要とする成人や乳幼児に使用されることがある。機械的換気を必要とする早産児や満期産児に対しては、これらの処置にオピオイドや鎮静剤をルーチンに処方する強いエビデンスはないが、機械換気を必要とする一部の限られた乳児は、オピオイドなどの鎮痛剤を必要とするかもしれない。クロニジンは、機械換気を必要とする早産児や満期産児に鎮静剤として使用することが安全かどうか、効果的かどうかは明らかではない。
成人の場合、機械換気開始時、最初に100％酸素（FiO2=1.00）を設定しておくと、血液ガス分析から、次に使用するFiO2を容易に計算でき、シャント率を容易に推定することが可能である。推定されたシャント率は、循環に吸収されない酸素の量を意味する。正常な呼吸生理では、酸素と二酸化炭素のガス交換は肺の中の肺胞で行われる。シャントがあると、このガス交換が阻害され、吸入した酸素が無駄になり、酸素化されていない血液が左心に戻り、最終的に酸素化されていない血液が全身に供給されてしまう。100%酸素を使用する場合、シャントの程度は (700mmHg-PaO2) で推定される。100mmHgの差で、シャントは5％となる。25％以上のシャントは、片肺挿管や気胸など、この低酸素血症の原因検索を促し、それに応じた治療を行う必要がある。このような合併症がない場合は、他の原因を追求する必要があり、呼気終末陽圧 (PEEP) を適用して肺内シャントを治療する必要がある。このようなシャントの原因としては、他に以下のようなものがある。
- 無気肺による肺胞虚脱[32]
- 肺胞への気体以外の物質が貯留すること。肺炎による膿、急性呼吸窮迫症候群による水やタンパク質、うっ血性心不全による水、出血による血液など[32]。

## 技術

### モード
機械換気では、様々な様式があり、これらはモード (mode) と呼ばれる。モードにはさまざまな提供コンセプトがあるが、従来の陽圧換気装置のモードはすべて、従量式 (Volume-Cycled or Volume Control: VC) と従圧式 (Pressure-Cycled or Pressure Control: PC) の2つのカテゴリーのいずれかに分類される。比較的新しい換気モードは、流量制御換気（FCV）である。FCVは「無流動」の期間を持たない完全な動的モードである。吸気と呼気をそれぞれ発生させるために、患者の肺に安定したガス流を流入または流出させることが基本である。その結果、気道内圧が直線的に上昇・下降する。従来の換気モードとは対照的に、呼気を制御するため、急激な胸腔内圧の低下がない。さらに、このモードでは呼気が積極的にサポートされるため、細い気管チューブ（内径2mmまで）を使って換気を行うことができる。一般に、患者にどの人工呼吸モードを使用するかは、医師がどのモードに慣れているか、またその施設で使用可能な人工呼吸器の機種次第である。

## 換気の方法

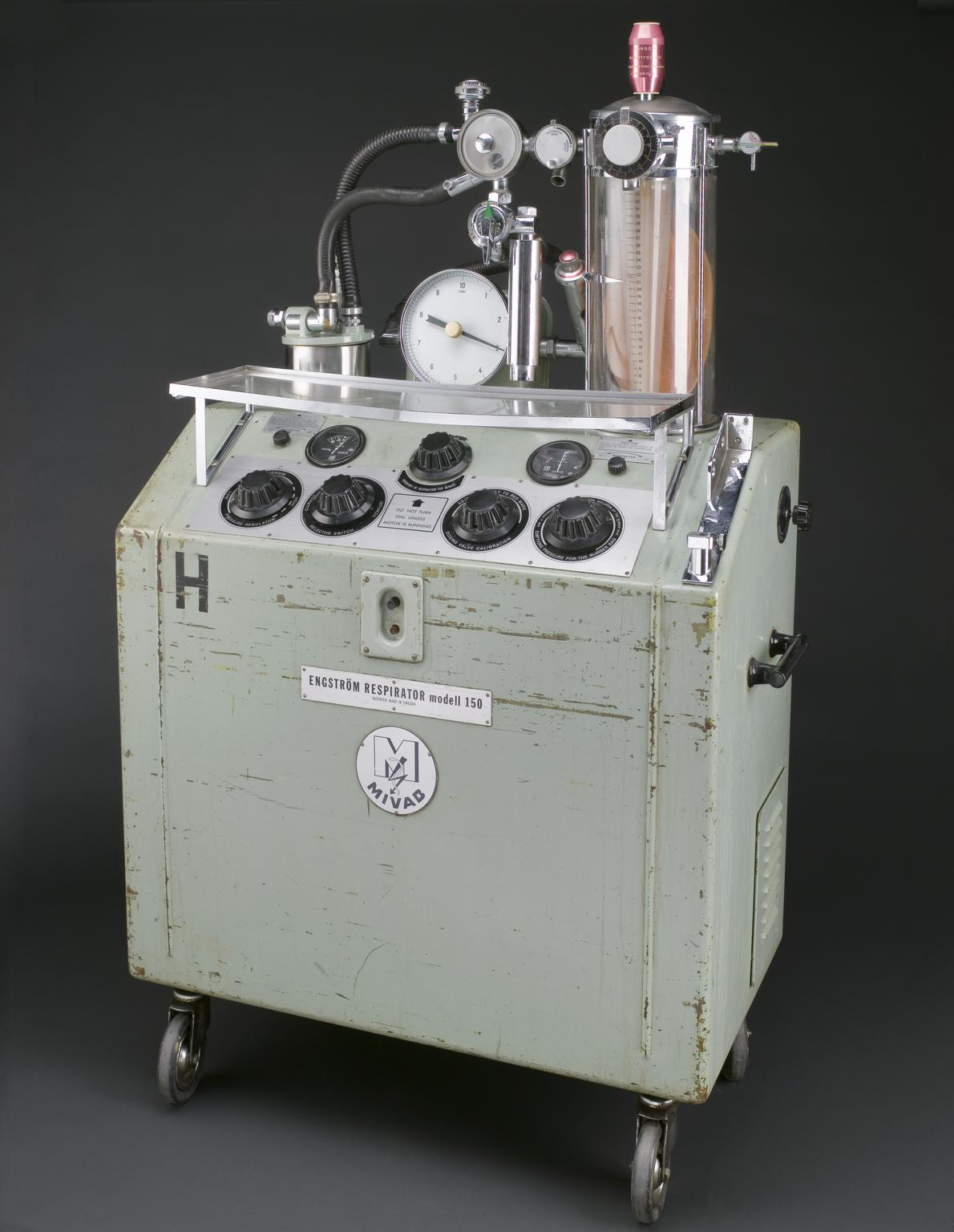
スウェーデン人の医師カール・グンナー・エングストロムは1950年、気管チューブを用いて肺に直接空気を送り込む、最初の間欠的陽圧呼吸器を発明した。

### 陽圧換気
現代の陽圧人工呼吸器の設計は、主に第二次世界大戦中に高高度で戦闘機パイロットに酸素を供給するために軍が行った技術開発が基になっている。高容量／低圧カフを備えた安全な気管チューブが開発され、この種の人工呼吸器が鉄の肺に取ってかわっていった。陽圧人工呼吸器は、1950年代のスカンジナビアと米国でのポリオの流行時に人気が高まり、現代の換気療法の始まりとなった。気管切開チューブから50％の酸素を供給して陽圧で手動換気することで、ポリオによる呼吸麻痺の患者の死亡率を低下させることにつながった。しかし、この手作業には膨大なマンパワーが必要なため、機械式陽圧換気装置の普及が進んだ。
陽圧人工呼吸器は、気管チューブまたは気管切開チューブを通して患者の気道内圧を上昇させることで機能する。人工呼吸器の呼吸が終了するまで、陽圧によって空気が気道に流れ込む。その後、気道内圧はゼロになり、胸壁と肺の弾性反動によって、1回換気量が押し出され、受動呼気によって息を吐き出す。

### 陰圧換気
陰圧機械式人工呼吸器には、小型、搬送用、大型のものがある。小型の装置で特徴的なデザインは、キュイラス（短甲）と呼ばれる薬莢状のユニットで、フィッティングシェルと柔らかい気嚢を組み合わせて胸部にのみ陰圧をかけるために使用される。近年、この装置は、複数のシールを持つ様々なサイズのポリカーボネート製シェルと、二相性換気を行うための高圧振動ポンプを用いて製造されている。その主な用途は、筋機能がある程度残存している神経筋疾患患者であった。後者の大型のものは、特にロンドンのセント・トマス病院）およびオックスフォードのジョン・ラドクリフ病院などのイギリスのポリオ専門病棟で使用されている。
大型のものは、1928年にJ.Hエマソン社が開発した鉄の肺、別名ドリンカー＆ショー・タンクが起源で、長期間の人工呼吸に使われた最初の陰圧装置の一つであった。20世紀に入ってから、1940年代に世界を襲ったポリオの流行によって改良され、使用されるようになった。この機械は、細長い大きなタンクで、患者を首まで包み込む。首はゴムパッキンで密閉されているので、患者の顔（と気道）は室内の空気にさらされる。血流と肺気腔の間の酸素と二酸化炭素の交換は拡散によって働き、外部からの働きかけは必要ないが、生体のガス交換プロセスが機能できるようにするには、肺に空気を出し入れする必要がある。自然呼吸では、胸膜腔に呼吸筋による陰圧が発生し、その結果生じる大気圧と胸郭内の圧力との勾配が空気の流れを生じる。その結果、空気の流れが発生する。鉄の肺では、ポンプを使って機械的に空気を抜き、タンク内を陰圧にする。この陰圧により胸が膨らみ、肺内圧が低下し、周囲の空気が肺に流れ込みやすくなる。陰圧が解除されると、タンク内の圧力は周囲の圧力と等しくなり、胸と肺の弾性反動により受動的呼気となる。しかし、陰圧になると肺とともに腹部も膨張し、心臓に戻る静脈の流れが遮断され、下肢に静脈血が溜まることになる。患者は普通に話したり食べたりすることができ、うまく配置された一連の鏡を通して世界を見ることができる。この鉄の肺に何年も入っている人もいた。
このような全身型の問題点としては、吸気と呼気の比率や流量を制御できないことが挙げられる。また、このデザインでは、脚に血液が溜まるという問題もあった。

### 間欠的腹圧換気装置
もうひとつのタイプは、膨張した気嚢を経由して外部から圧力をかけ、強制的に呼気を送り出す間欠的腹圧換気装置で、強制呼気と呼ばれることもある。このような装置の最初のものが、ブラッグ・ポール式人工呼吸器であった。ピューリタン・ベネット社のニューモベルト（Pneumobelt）という名称が、この種の装置の名称として、ある程度一般的な名称になっている。

### 高頻度人工呼吸器

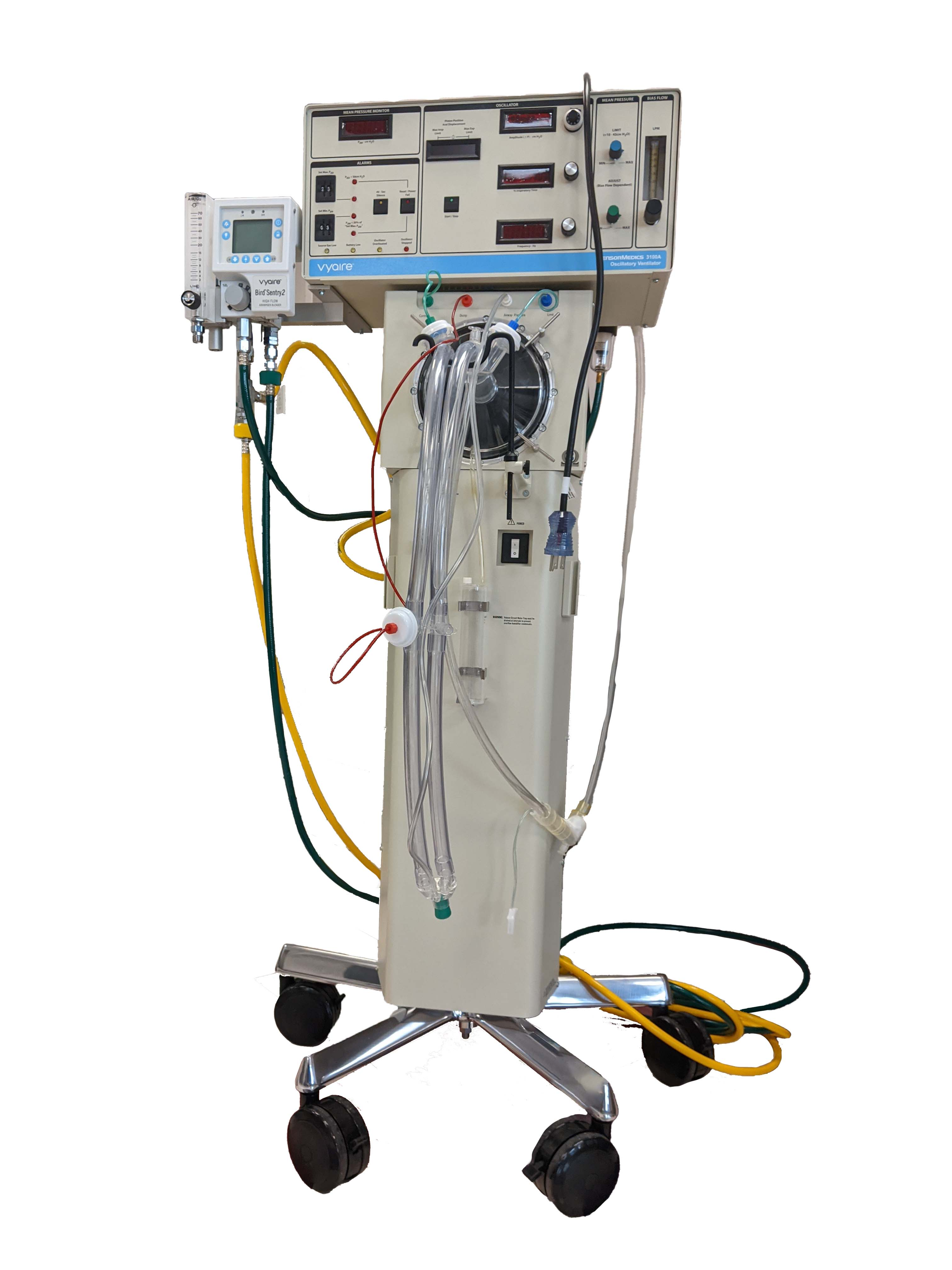
3100A Oscillator

最も一般的に使用され、米国・日本で唯一承認されている高頻度人工呼吸器は、Vyaire Medical社の3100Aである。この装置は、振幅と高い振動数を設定することによって、非常に小さな一回換気量で動作する。このタイプの換気は、主に従来の換気がうまくいかない新生児や小児患者に使用される。

### 高頻度ジェット換気
新生児用に作られた最初のタイプの高頻度人工呼吸器、唯一のジェットタイプはBunnell Incorporated社製である。別置の持続強制換気人工呼吸器ち連動して、調節呼吸とPEEPにパルス状の送気を追加する。

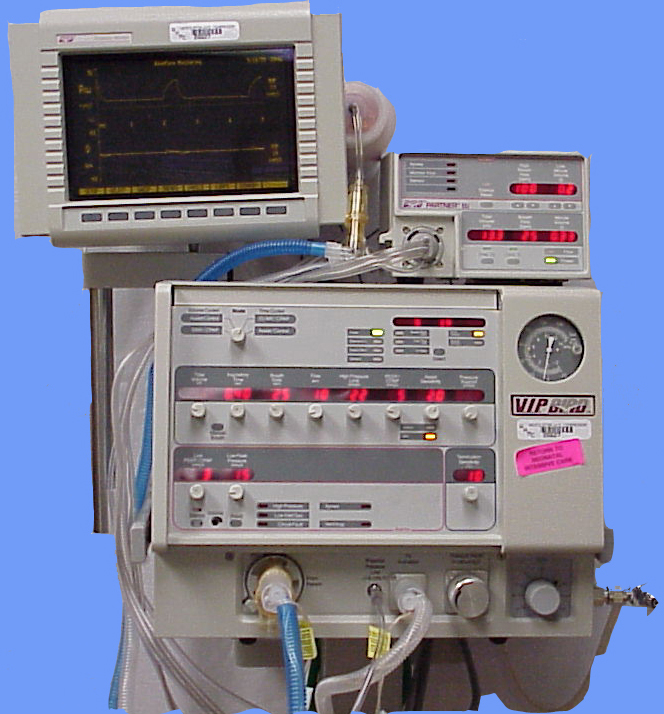
新生児用ジェット換気装置

## モニター
患者がICUに入室する主な理由の1つは、人工呼吸を行うためである。人工呼吸中の患者をモニターすることは、多くの臨床応用の状況がある。病態生理の理解の促進、診断の補助、患者管理の指針、合併症の回避、病態の傾向の評価などである。 
換気中の患者では、FIO2を調整する際にパルスオキシメトリーがよく使われる。SpO2の信頼できる目標値は95%以上である。
患者の総PEEPは、人工呼吸器で呼気を続けること（呼吸ホールド）で知ることができる。これが設定PEEPよりも高い場合は、呼気を全て吐き出しきれない"Air Trapping"があることを示している。
プラトー圧は、吸気を続けること（吸気ホールド）で確認することができる。これは、患者の肺に実際にかかっている圧力を示している。
ループ表示は、患者の肺で何が起こっているかを知るために有用である。これには、流量-体積ループと圧力-体積ループが含まれる。ループは、コンプライアンスと抵抗の変化を示すことができる。
GE CarestationTMを使用すると、機能的残気量を測定することができる。
最新の人工呼吸器には高度なモニタリングツールが搭載されている。また、人工呼吸器とは別に作動するモニターもあり、人工呼吸器を外した後の患者を監視することも可能である。

## 人工呼吸器の種類

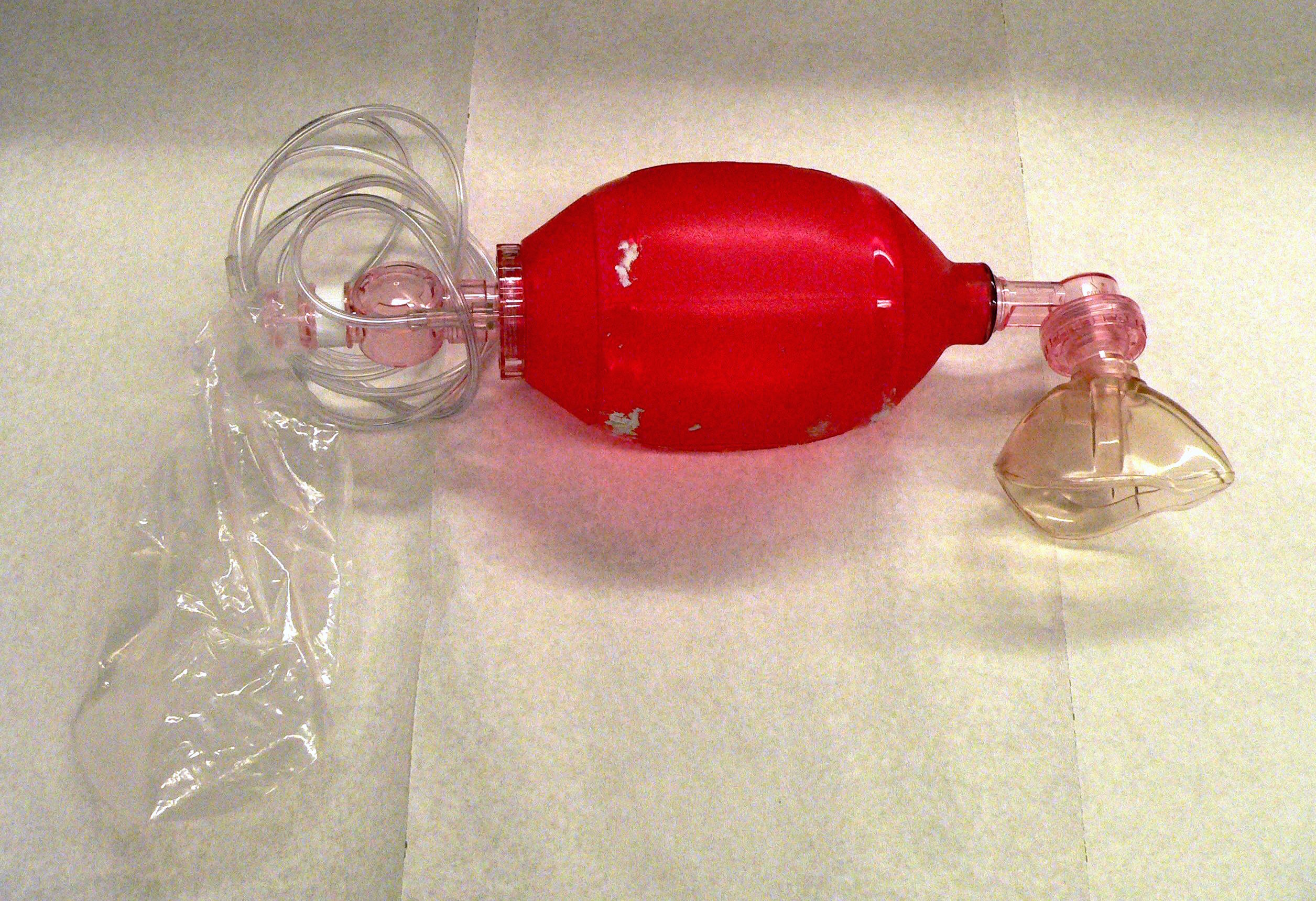
SMART BAG MO^{TM} バッグバルブマスク

人工呼吸器には、生命を維持するための呼吸を行うための様々なスタイルや方法がある。バッグバルブマスクや麻酔バッグのように、使用者が密着可能なマスクを顔に当てるか呼吸回路を人工気道に接続し、手で呼吸を維持する必要のある手動式人工呼吸器がある。機械式人工呼吸器は、操作者の労力を必要としない呼吸器であり、一般にコンピュータ制御または空気圧制御のものである。
機械式呼吸器は通常、バッテリーまたはコンセント（DCまたはAC）による電源を必要とするが、電源を必要としない空気圧で動作する呼吸器もある。換気にはさまざまな技術があり、大きく分けて2つ（さらに細かく分類すると）、旧来の技術である陰圧機構と、より一般的な陽圧機構の2つがある。
一般的な陽圧式の人工呼吸器には、次のようなものがある。
1. 搬送用呼吸器-この種の呼吸器は小型で頑丈であり、空気圧式、ACまたはDC電源で駆動することができる。
2. 集中治療用人工呼吸器-この種の呼吸器は大型で、通常はAC電源で作動する（ただし、施設内搬送を容易にし、停電時のバックアップとして、事実上すべてバッテリーを内蔵している）。このタイプの人工呼吸器では、さまざまな換気パラメータ（吸気立ち上がり時間など）をより細かく制御できることが多い。多くのICU用人工呼吸器には、各呼吸を視覚的にフィードバックするためのグラフィックディスプレイも組み込まれている。
3. 新生児用人工呼吸器（バブル CPAP、高頻度人工呼吸器、高頻度ジェット換気）-早産の新生児を念頭に置いて設計されたICU用人工呼吸器で、これらの患者に低1回換気量・低圧の換気を行うよう特化したものである。従来型と高頻度型がある[46]。
4. 持続気道陽圧（英語版）人工呼吸器（CPAP）-これらの人工呼吸器は、非侵襲的人工呼吸）用に特別に設計されている。睡眠時無呼吸症候群や慢性閉塞性肺疾患などの慢性疾患の治療のために家庭で用いる人工呼吸器や、ICUで用いる人工呼吸器も含まれる。

## 人工呼吸器の用語

### トリガー
トリガーとは、機械式人工呼吸器が回路内の呼吸ガスの流量または圧力の変化を検知することにより、送気が行われるようにするものである。トリガーは主として患者の自発呼吸の自動検知によるが、人工呼吸器の操作者が手動呼吸ボタンを押したり、設定された呼吸数に基づいてもトリガー扱いとなることがある。

### リミット
リミットとは、呼吸の制御方法である。一回換気量によるリミットと気道内圧によるリミットがある。これらを越えて換気できないようにし、肺の過膨張に起因する圧損傷を防ぐ。

### サイクル
呼吸を吸気相から呼気相に移行させるのがサイクルである。機械式呼吸器では、設定時間に達したとき、または呼吸の種類や設定に応じて呼吸中に送達される最大流量のプリセット流量または割合に達したときに呼吸の相が変わる。呼吸は、気道内圧のリミットなどの警告条件に達したときにも吸気相から呼気相に移行させることができる。

### 呼気
人工呼吸器での呼気は、ほとんどの場合、完全に受動的である。人工呼吸器の呼気弁が開かれ、ベースラインの圧（PEEP）に達するまで呼気の流れが許容される。呼気流量は、コンプライアンスや抵抗などの患者因子によって決定される。

## 人工呼吸器に接続するための人工の気道

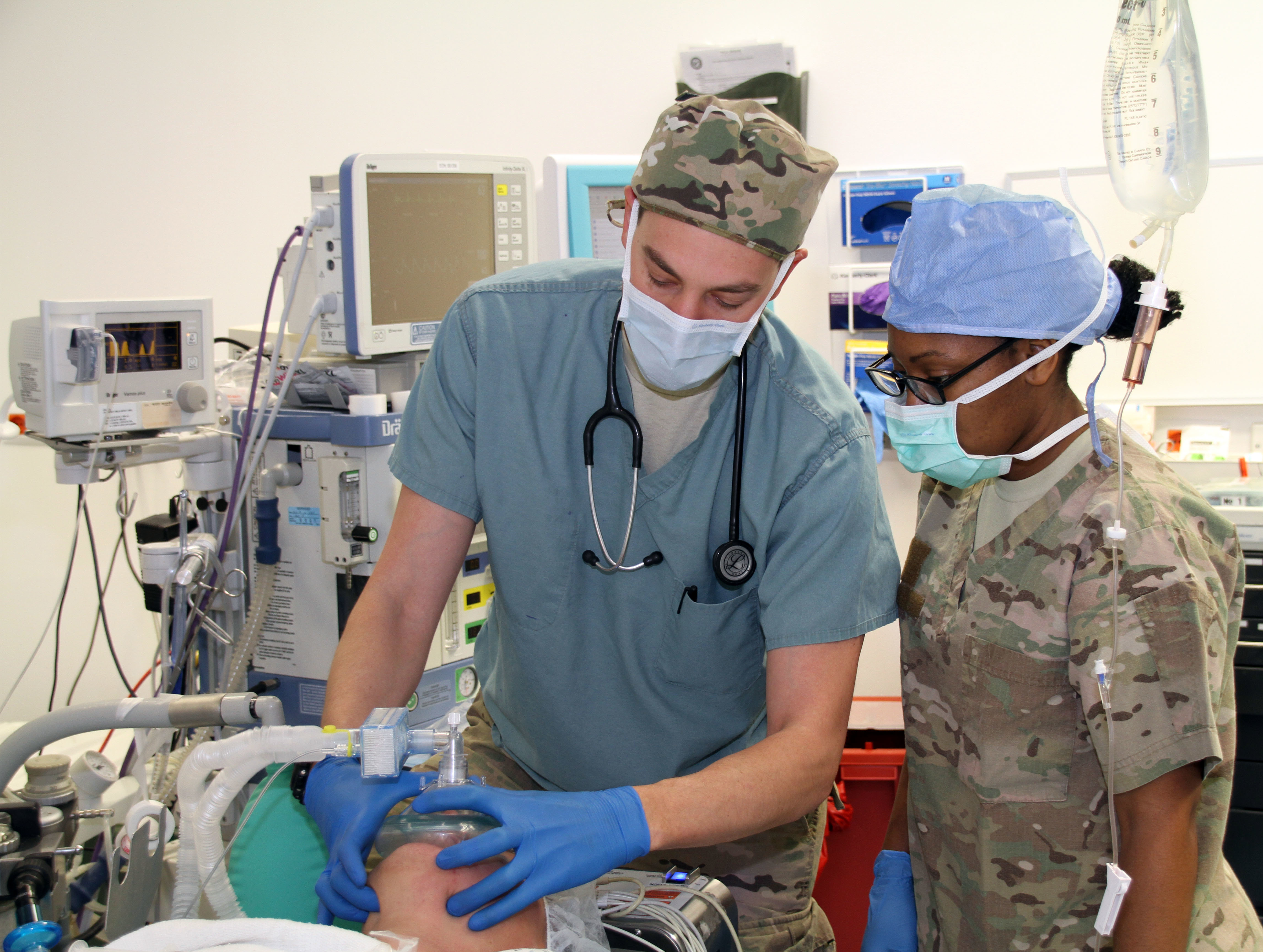
麻酔マスクを患者の顔に密着させ、気道確保を行っている麻酔科医

気道の虚脱、空気漏れ、誤嚥から保護するための様々な手技や機械装置がある。
- 麻酔マスク [49]- 蘇生や麻酔下の軽い処置では、空気の漏れを防ぐための麻酔マスク（anesthesia mask）（又はエアシールマスク、airseal mask）で十分な場合がある。エアシールマスクは医療用一般に用いられる酸素マスクの一種で、顔に密着させてバッグバルブマスクや麻酔器に接続して陽圧換気が可能なものである。意識不明の患者の気道確保には、下顎の挙上または経鼻または口咽頭エアウェイを用いる。これらは、それぞれ鼻や口から咽頭への空気の通り道を確保するためのものである。マスクの密着が稚拙な場合、鼻梁潰瘍を起こすことがあり、一部の患者にとって問題となる。エアシールマスクは非侵襲的人工呼吸にも用いられる。しかし、このマスクは誤嚥に対する保護にはならない。非侵襲的人工呼吸は、通常の人工呼吸器が不足するCOVID-19の流行時（または軽症例）には考慮して良い[50]が、合わないマスクが汚染エアロゾルを放出する危険性があるため、医療従事者には加圧保護スーツ着用が推奨される[51]。非侵襲的人工呼吸の一種である、在宅持続陽圧呼吸療法（CPAP療法）は睡眠時無呼吸症候群に有効で、患者による自己管理も可能である。しかし長期に装着しつづける場合、マスクの圧迫により褥瘡を生じる可能性はある。1998年に在宅における健康保険が適用になり、患者数は年々増えている[52]。他に対象となる主な疾患は、COPD（慢性閉塞性肺疾患）、肺結核後遺症、神経筋疾患の順で多い。
- 気管挿管 - 数時間から数週間にわたる人工呼吸のために行われることが多い。緊急時、または手術時における最も迅速･確実な気道確保手段である。チューブは鼻（経鼻気管挿管）または口（経口挿管）から挿入し、気管に進める。ほとんどの場合、空気洩れや誤嚥に対する保護のため、膨張式カフを備えたチューブが用いられる。カフ付きチューブによる挿管は、気道確保においては、誤嚥に対する最良の保護になると考えられている。しかし、気管チューブは必然的に痛みや咳の原因になる。したがって、患者が意識不明の場合や他の理由で麻酔されている場合を除き、通常、チューブに耐えられるように鎮静剤が投与される。また、気管挿管のデメリットとして、鼻咽頭や口咽頭の粘膜損傷や声門下狭窄（英語版）などがある。
- 声門上器具 - 声門上器具（Supraglottic airway: SGA）は、気管挿管の代替として、気管の上方および外側に装着する気道確保器具である。ほとんどのデバイスは、酸素供給用に気管を食道から隔離するために膨張するマスクまたはカフを介して機能する。新しい器具では、吸引用の食道ポートや挿管用のチューブ交換用ポートを備えている。声門上器具は、誤嚥を防止することができないのが主な気管挿管との違いである。1998年のラリンジアルマスクエアウェイ（LMA）の導入後、声門上器具は、待機的麻酔でも緊急麻酔の両方でよく用いられるようになってきている[53]。SGAには、コンビチューブ（英語版）、ラリンジアルチューブ、旧式の食道閉鎖式エアウェイ (esophageal obturator airway: EOA) など、さまざまなタイプがある。
- 気管切開 - 患者が数週間にわたって人工呼吸器を必要とする場合、気管切開が最も適した気管へのアクセスとなる場合がある。気管切開は、外科的に気管に穴を開ける方法である。気管切開チューブは忍容性が高く、多くの場合、機械換気中に鎮静剤を用いる必要はない。既存の重篤な呼吸器疾患のある患者や、人工呼吸からの離脱が困難と予想される患者、すなわち筋力の予備力の低い患者には、治療中の早い段階で気管切開チューブを挿入することがある。在宅医療・介護での管理にも向く。家族も訓練を受ければ気管吸引や呼吸器の操作などが出来る。死腔が少ないという利点もある。
- 輪状甲状靱帯切開 - 気管挿管がうまくいかず、緊急に気道確保が必要な患者では、輪状甲状靱帯を外科的に切開し、開口部からチューブを挿入する必要がある場合がある。これは気管切開に似ているが、輪状甲状靱帯切開術は緊急時に行われるものである[54]。
- マウスピース - あまり一般的ではないインターフェースで、誤嚥に対する保護にはならない。患者が咥えられない場合は、それを保持するのに役立つフランジを持つ口唇密閉型マウスピースがある[55]。